# آری-پکا نیکولا
آری-پکا نیکولا (انگلیسی: Ari-Pekka Nikkola؛ زادهٔ ۱۶ مهٔ ۱۹۶۹) اسکی‌باز پرش اهل فنلاند بود.